# Беранго
Беранго (баск. Berango, ісп. Berango) — муніципалітет в Іспанії, у складі автономної спільноти Країна Басків, у провінції Біская. Населення — 6588 осіб (2009).
Муніципалітет розташований на відстані близько 330 км на північ від Мадрида, 12 км на північний захід від Більбао.
На території муніципалітету розташовані такі населені пункти: (дані про населення за 2009 рік)
- Басеррі-Санта-Ана: 2430 осіб
- Беранго: 4158 осіб

## Демографія
Динаміка населення (INE ):

## Галерея зображень

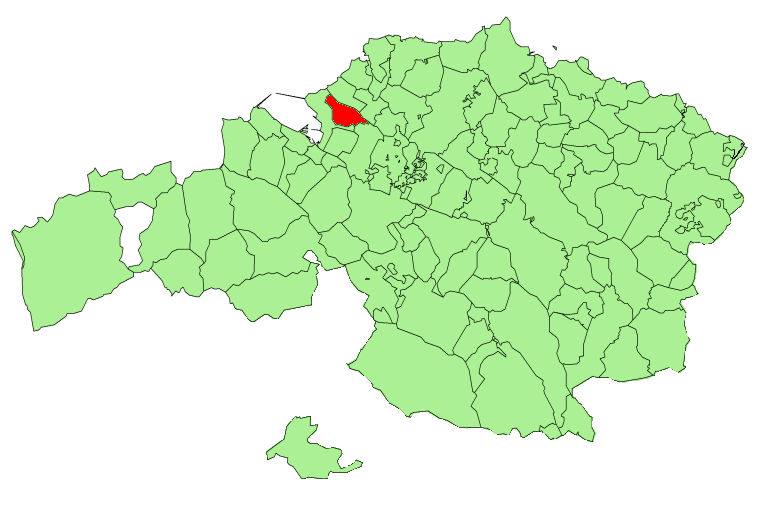
Розташування муніципалітету